# Popocatépetl
Popocatépetl [popokatepetl] (zkráceně El Popo) je stratovulkán v centrální části Mexika, leží zhruba 72 km jihovýchodně od Ciudad de México. Je nejznámějším[zdroj?], a po Pico de Orizaba (5 610 m) druhým nejvyšším vrcholem Mexika. V současné době je aktivní, takže na ni není možné vystoupit. Jméno Popocatépetl pochází z původního indiánského jazyka Nahuatl, konkrétně ze spojení slov popōca „kouřit“ a tepētl „hora“, tedy kouřová hora. Popocatépetl je spojen 3000 metrů vysokým sedlem Paso de Cortéz s druhým vulkánem Iztaccíhuatl (5 230 m).

## Sopečná aktivita
Erupce před přibližně 2000 lety mohla vést k založení města Teotihuacán.
Popocatépetl je v současné době aktivní, poslední vulkanická aktivita pohrozila v roce 2000 (vláda tehdy nechala evakuovat zhruba 25 000 lidí). Tato vulkanická série se zapisuje od roku 1947, největší erupce byla zaznamenána 21. prosince 1994, kdy popel a plyny pokryly oblast do vzdálenosti až 25 km. Z důvodu vulkanické aktivity je od roku 2000 zakázán výstup na svahy a vrchol (s výjimkou vědeckých expedic), oblast od průsmyku Paso de Cortéz střeží armáda. Výstup bez omezení je možný na sousední vrchol Iztaccíhuatl.

## Geografická charakteristika

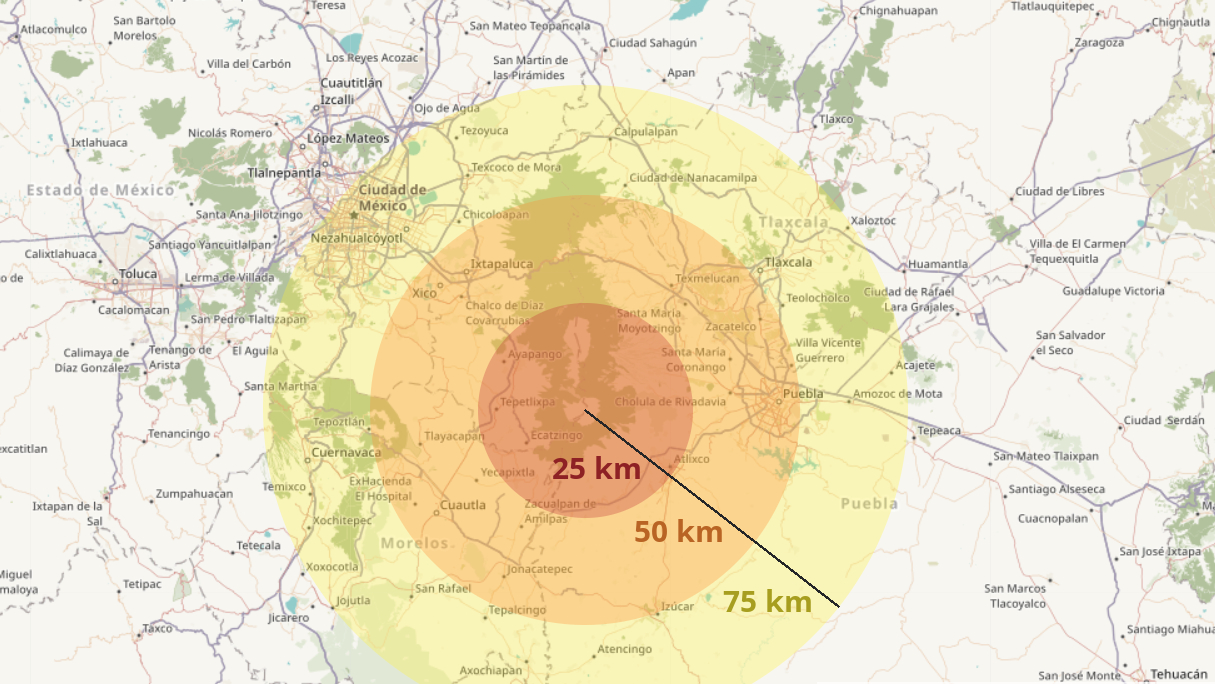
Popocatépetl na mapě a vzdálenost od větších měst - červený rádius: 25km, oranžový rádius: 50km, žlutý rádius: 75km

Sopka se nalézá mezi městy Mexico a Puebla – z obou je při dobré viditelnosti vidět pouhým okem. Vrchol sopky je celoročně pokryt sněhem a ledem, často jsou nad vrcholem vidět mračna pocházející z probíhajících vulkanických procesů.
Hora byla od nepaměti posvátná, první výstup v éře španělských kolonizátorů byl veden Diegem de Ordaz již v roce 1519. Na svazích sopky se nacházejí kláštery z 16. století, jsou zařazeny na seznam Světového kulturního dědictví.

## Popocatépetl v kultuře
- Popocatépetl je zmíněna ve vědeckofantastickém románu Roberta A. Heinleina Měsíc je drsná milenka.[2]